# 小行星3520
小行星3520（英語：3520 Klopsteg）是一颗围绕太阳公转的小行星。1952年9月16日，印第安纳大学在摩根县发现了此天体。
这颗小行星的绝对星等为211.3476617418771等。